# Jaskrzyn nadrzeczny
Jaskrzyn nadrzeczny (Felicia amelloides) – gatunek południowoafrykańskiej rośliny wieloletniej z rodziny astrowatych (Asteraceae). W Polsce jest uprawiana jako ozdobna roślina jednoroczna.

## Morfologia
PokrójWiecznie zielony półkrzew. Pokrój rozesłany, roślina osiąga wysokość do 60 cm i szerokość 1,2 m.
LiścieJasnozielone.
KwiatyZebrane w koszyczki o średnicy około 3 cm. Ich zewnętrzne kwiaty języczkowe mają bardzo intensywną niebieską barwę, znajdujące się wewnątrz koszyczka kwiaty rurkowe są jasnożółte. Koszyczki wyrastają pojedynczo na długich pędach.

## Odmiany
Uprawia się kilka odmian felicji: 
- 'Read's Blue' – niebieskie kwiaty z żółtym środkiem
- 'Read's White' – podobna lecz o białych kwiatach
- 'Santa Anita' – o bardzo dużych niebieskich kwiatach z jasnożółtym środkiem
- 'Santa Anita Variegated' – o liściach z kremowymi plamkami

## Uprawa
Wymagania
Roślina afrykańska, niedostosowana do klimatu środkowoeuropejskiego, nieodporna na mróz. Strefy mrozoodporności 9–11. Powinna rosnąć w pełnym słońcu. Najlepiej czuje się w dobrze przepuszczalnym kompoście. Nie toleruje nawet niewielkich przymrozków. Wysadzać do gruntu, gdy już minie możliwość przymrozków. W zimie trzymać w chłodnym, ale nie mroźnym miejscu. W okresie letnich upałów wymaga obfitego podlewania, zwłaszcza uprawiana w skrzynkach balkonowych. Posadzona w lekkiej, przepuszczalnej glebie nie przysparza żadnych problemów uprawowych. Jedynie nadmierne podlewanie w okresie chłodnej, wczesnej wiosny może zniszczyć roślinę.
Pielęgnacja
Młode sadzonki trzeba uszczykiwać, żeby się rozkrzewiały. Chociaż po przekwitnięciu zasychające działki okwiatu są przez pewien czas bardzo dekoracyjne, to warto usuwać przekwitłe łodyżki, co pobudzi roślinę do wytwarzania nowych pędów kwiatowych.
Rozmnażanie
Rozmnażać można z nasion, ale łatwiej z sadzonek pędowych. Aby przetrzymać roślinę do następnego roku, należy w okresie lata (lipiec) sporządzić sadzonki pędowe (najlepiej odrywając pędy z tzw. piętką), ukorzenić je, a na zimę umieścić w chłodnym, widnym pomieszczeniu (weranda, ganek itp.). Przetrwają i na parapecie okiennym, choć mogą nieco wybiegać.